# Gypsum (Kolorado)
Gypsum – miasto w Stanach Zjednoczonych, w stanie Kolorado, w hrabstwie Eagle.